# قمرشاه خاتون
قمرشاه خاتون (بالتركية : Kamerşâh Hatun) من مواليد 1476م , أميرة عثمانية و هي ابنة السلطان بايزيد الثاني من زوجته كل رخ خاتون